# عبد القادر عبد الله الكيلاني
الدكتور عبد القادر بن عبد الله بن علي الكيلاني رئيس الديوان الملكي وزير عراقي مفوض في الهند في عهد رئيس الوزراء رشيد عالي الكيلاني، وأخ متولي الأوقاف القادرية السيد يوسف عبد الله الكيلاني وقائد ثورة رشيد عالي الكيلاني عام 1941م، وحفيد السيد عبد الرحمن الكيلاني النقيب، ورئيس الوزراء في العهد الملكي، وابن عم رئيس الوزراء رشيد عالي الكيلاني، وله اخت واحدة السيدة رفيعة عبد الله الكيلاني
وكان سفيرا للعراق لدى جمهورية الباكستان لمدة تقارب 17 سنة، ولقد ذكرته العديد من المصادر التاريخية والبحثية وخصوصا عن مكانته في قلوب المسلمين الهنود وكيف كانوا يفضلونه على رئيس دولتهم على حد قول المؤرخ الكبير نجدت فتحي صفوت، وله ذكر طويل وسيرة في كتاب ذكريات بغدادي لموسى الشابندر.

## وفاته
توفي السيد عبد القادر في سبعينيات القرن الماضي تاركا خلفه كتاب مذكرات لم يطبع.